# Sadiq Khan

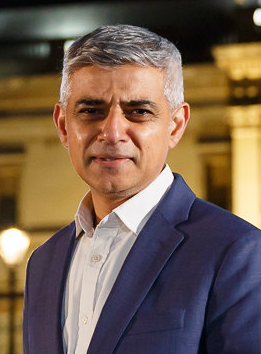
Sadiq Khan (2020)

Sir Sadiq Aman Khan (* 8. Oktober 1970 in London, England) ist ein britischer Politiker der Labour Party. Seit Mai 2016 ist er Bürgermeister von London. Khan ist das erste muslimische Stadtoberhaupt Londons.

## Leben

### Familie
Sadiq Khan ist britisch-pakistanischer Abstammung. Er wurde 1970 als fünftes der insgesamt acht Kinder von Amanullah Khan und dessen Ehefrau Sehrun im Stadtteil Tooting im London Borough of Wandsworth geboren. Sein Großvater war nach der Teilung Indiens im Jahre 1947 von Indien nach Pakistan ausgewandert. In den 1960er-Jahren emigrierten seine Eltern von Pakistan nach England. Der Vater fand in England Arbeit als Busfahrer, ein Beruf, den er mehr als 25 Jahre ausübte. Die Mutter arbeitete als Näherin. Die vielköpfige Familie wohnte eng zusammengedrängt in einer kleinen Sozialwohnung in Earlsfield (Henry Prince council estate) in Wandsworth im Süden Londons.
Sadiq Khan ist sunnitischer Muslim. Seit 1994 ist er mit Saadiya Ahmed verheiratet, die als Anwältin arbeitet. Das Ehepaar hat zwei Töchter.

### Ausbildung und Berufstätigkeit
Khan besuchte in London die Fircroft Primary School und anschließend das Ernest Bevin College. Dort wählte er im Rahmen seines Abiturs den Schwerpunkt Biologie, Chemie und Mathematik, woraufhin ihn einer seiner Lehrer davon überzeugte, dass für ihn Jura die bessere Wahl sei. Khan folgte dem Rat und studierte Rechtswissenschaft an der University of North London (seit 2002: London Metropolitan University) und legte seine Anwaltsprüfung am College of Law (CoL) in Guildford ab. Anschließend arbeitete er als Anwalt für Menschenrechte mit der ebenfalls auf diesem Gebiet bereits länger tätigen Rechtsanwältin Louise Christian zusammen. Er war auch Vorsitzender der Menschenrechtsgruppe Liberty.

### Politische Betätigung
1994 wurde Khan in den Stadtrat von Wandsworth gewählt und hielt den Sitz bis 2006. Nachdem der Labour-Abgeordnete für Tooting, Tom Cox, 2003 seinen Rücktritt angekündigt hatte, setzte sich Khan in parteiinternen Vorwahlen als Kandidat durch. Bei den Unterhauswahlen 2005 wurde er mit 43,1 % der Stimmen für seinen Heimatwahlkreis Tooting in London zum Abgeordneten im Unterhaus gewählt. 2008 wurde Khan Staatssekretär (Parliamentary Under-Secretary) im Ministerium für Kommunalverwaltungen, 2009 Minister of State unter Andrew Adonis im Verkehrsministerium. Bei der Unterhauswahl 2010 verteidigte er seinen Wahlkreis Tooting gegenüber der konservativen Partei. Auch bei der Unterhauswahl 2015 gewann er wieder diesen Wahlkreis. Nach seiner Wahl zum Bürgermeister von London legte er sein Abgeordnetenmandat nieder.
Am 11. September 2015 wurde Khan in einer parteiinternen Wahl zum Kandidaten der Labour Party bei der anstehenden Wahl zum Bürgermeister von London gewählt. Er erhielt in der fünften Wahlrunde 58,9 % der Delegiertenstimmen; seine Gegenkandidatin Tessa Jowell erhielt 41,1 %. Bei der Bürgermeisterwahl am 5. Mai 2016 wurde er zum neuen Mayor of London gewählt. Damit wurde erstmals ein Muslim oberster Repräsentant einer EU-Hauptstadt. Er trat die Nachfolge von Boris Johnson an, der nicht mehr kandidiert hatte. Khans wichtigstes Wahlkampfthema war die Bewältigung der Wohnungsnot aufgrund der rasant gestiegenen Immobilienpreise und Mieten in der Stadt (housing crisis). Während seiner Wahlkampagne wiesen Politiker der konservativen Partei, u. a. sein Gegenkandidat Zac Goldsmith und Premierminister David Cameron, immer wieder auf angebliche Verbindungen von seiner Seite aus zu islamischen Extremisten hin. Dies ist unter anderem darauf zurückzuführen, dass Khan als Menschenrechtsanwalt auch angeklagte islamische Extremisten und ehemalige Insassen des Internierungslagers Guantánamo Bay verteidigte. Khan wies alle Anschuldigungen zurück, dass er mit den betreffenden Personen sympathisiere oder ihre Ansichten teile. Einige Anschuldigungen stellten sich nach Befragung der betreffenden Personen als falsch heraus, etwa die Verbindung zu dem Prediger Suliman Gani. Seine Schwester Farhat Khan war bis 2011 mit dem Islamisten Makbool Javaid verheiratet. Sadiq Khan selbst war 2006 auf einer Kundgebung gegen die Mohammed-Karikaturen auf dem Trafalgar Square, auf der ein extremistischer Redner wörtlich mit „Feuer auf der ganzen Welt“ (fire throughout the world) gedroht hatte. Khan wurde auch von islamischer und islamistischer Seite angefeindet. Nachdem er sich für die gleichgeschlechtliche Ehe eingesetzt hatte, wurde er durch eine Fatwa zum Nichtmuslim erklärt und er erhielt Todesdrohungen.
Seine erste Amtshandlung als Bürgermeister war die Teilnahme an einer alljährlichen Holocaust-Gedenkveranstaltung (Jom haScho’a) im Barnet Copthall Stadium, einem Rugbystadion im Norden Londons. Angesichts der Diskussionen über antisemitische Äußerungen einiger Labour-Parteifreunde, darunter des ehemaligen Londoner Bürgermeisters Ken Livingstone, wurde dies von einem Journalisten des Magazins tachles als wichtiger symbolischer Akt gewertet. Nach seiner Wahl wurde Khan vom Tel Aviver Bürgermeister eingeladen und für seine Stellungnahme gegen den Antisemitismus gelobt.
Vor dem Referendum über den Verbleib des Vereinigten Königreichs in der Europäischen Union sprach sich Khan, wie auch die Mehrheit der Labour-Politiker, für die weitere EU-Mitgliedschaft des Vereinigten Königreichs aus. Im Streit um die Führung der Labour Party, der nach dem EU-Unabhängigkeitsreferendum entstand, ergriff Khan am 21. August 2016 Partei für den Herausforderer des Vorsitzenden Jeremy Corbyn, den walisischen Abgeordneten Owen Smith. Corbyn habe es „nicht verstanden, das Vertrauen und den Respekt der britischen Bevölkerung zu gewinnen“.
Nachdem die Wahl zum Bürgermeister Londons aufgrund der COVID-19-Pandemie von 2020 auf 2021 verschoben wurde, gewann Khan die Wahl am 6. Mai 2021 mit 55,2 % nach Auszählung der Zweitstimmen vor dem Kandidaten der konservativen Partei, Shaun Bailey, der 44,8 % der Stimmen erreichte. 
Als im Jahr 2022 von April bis September die Zahl der Obdachlosen in London nach offiziellen Angaben um fast ein Viertel stieg, forderte Khan die britische Regierung um Rishi Sunak auf, Mieten einzufrieren und kurzfristige Wohnungsräumungen zu verbieten.
Seine dritte Bürgermeisterwahl gewann Khan am 2. Mai 2024 mit über 1.088.000 Stimmen (43,8 %) gegen Susan Hall von den Conservatives, die knapp 813.000 Stimmen (32,7 %) erhielt. Zu Beginn des Jahres 2025 wurde er zum Knight Bachelor ernannt.

## Kontroversen

### Abhöraffäre
Anfang Februar 2008 wurden von der Sunday Times Vorwürfe erhoben, dass ein Gespräch von Khan mit einem von Abschiebung in die Vereinigten Staaten bedrohten Freund durch die Antiterrorismusabteilung (SO13) der London Metropolitan Police (Polizeibehörde) abgehört worden war. Eine vom Justizminister Jack Straw eingeleitete Untersuchung kam zu dem Ergebnis, dass die Polizei mit ihrem Vorgehen keine Regeln verletzt habe, insbesondere nicht die Wilson-Doktrin, die zwar das Abhören von Abgeordneten auf Anordnung durch den Innenminister, jedoch nicht generell verbiete.

### Rassismusvorwürfe
Khan stand Mitte 2023 in der Kritik, als auf seiner Website unter einem Bild einer „weißen“ Familie „doesn’t represent real Londoners“ (deutsch: „Repräsentiert keine echten Londoner“) stand. Khan distanzierte sich daraufhin vom Text und behauptete, der Text sei versehentlich von einem seiner Mitarbeiter hinzugefügt worden. Nach der Kontroverse wurde der Text entfernt.